# Luci Licini Lucul·le
|  | Per a altres significats, vegeu «Luci Licini Lucul·le (desambiguació)». |

Luci Licini Lucul·le (llatí: Lucius Licinius L. f. L. n. Lucullus) va ser un magistrat romà, conegut com el general que va derrotar a Mitridates VI Eupator. Era fill de Luci Licini Lucul·le i de Cecília, filla de Luci Cecili Metel Calb. Va néixer vers el 106 aC i la seva primera aparició publica va ser a l'acusació de l'àugur Servili, autor del desterrament del seu pare, que finalment va ser absolt.

## Servei amb Sul·la
De jove va servir amb distinció a la guerra social i va atreure l'atenció de Sul·la al que va acompanyar com a qüestor a Grècia i Àsia quan va esclatar la guerra amb Mitridates VI Eupator (88 aC). Durant el setge d'Atenes, i per manca de flota, Sul·la va enviar a l'hivern del 87 al 86 aC a Lucul·le, amb sis vaixells, a demanar ajut dels aliats. Lucul·le va aconseguir expulsar a les forces del rei del Pont de l'illa de Quios i de Colofó (86 a 85 aC). Fímbria, que era del partit popular i havia estat enviat pel govern de Roma, va expulsar a Mitridates de Pèrgam i el va assetjar a Pitane. Si Lucul·le llavors hagués col·laborat, el rei hauria estat agafat i la guerra s'hauria acabat, però va seguir els interessos de Sul·la i no va donar suport a Fímbria i Mitridates es va poder escapar per mar a Mitilene. Una mica després Lucul·le va derrotar a la flota enemiga a la batalla de Ténedos i es va fer amo de la zona de l'Hel·lespont facilitant el pas de Sul·la cap a Àsia a la primavera del 84 aC.
Una mica després es va signar una pau amb Mitridates i Sul·la va tornar a Roma i va deixar a Àsia a Lucul·le. Durant el temps de pau es va ocupar d'afers civils, com l'emissió de moneda i la recaptació de les quantitats exigides per Sul·la a les ciutats vençudes. En aquestes tasques va ser liberal i va mirar de fer que els pagaments resultessin el menys dificultosos possible. La revolta de Mitilene va ser reprimida amb severitat mostrant que també podia ser dur si calia.
Va restar a Àsia fins a l'any 80 aC i va retornar a Roma i el 79 aC, on va ser edil curul junt amb el seu germà Marc Licini Lucul·le. Els jocs organitzats pels germans van ser esplèndids i per primera vegada es va veure a elefants lluitant amb braus.
Sul·la li va encarregar de revisar els seus comentaris i el va nomenar tutor del seu fill Faust abans que a Pompeu (cosa que va donar lloc a la gelosia d'aquest). Per una llei especial, Lucul·le va poder exercir com a pretor quasi immediatament després d'acabar el període d'edil (probablement l'any 77 aC). Després va ser propretor a Àfrica on va actuar de manera justa i el 75 aC va tornar a Roma on va aspirar al consolat que va obtenir per l'any 74 aC junt amb Marc Aureli Cota.

## Consolat i la guerra contra Mitridates
En el seu consolat es va oposar als intents de Luci Quinti per abolir les lleis constitucionals de Sul·la. Al final del període va obtenir la província de la Gàl·lia Cisalpina i el seu col·lega Cotta la de Bitínia (que havia esdevingut territori romà a la mort del rei Nicomedes III Evergetes), però en aquell moment va morir Octavi, el procònsol de Cilícia i Lucul·le va aconseguir ser nomenat procònsol d'aquesta província en lloc de la Gàl·lia, i amb l'encàrrec de dirigir, si s'esqueia, la guerra per terra contra Mitridates del Pont, que es veia venir, mentre Cota tindria el comandament de la flota.
Al final de l'any 74 aC ja eren els dos cònsols a Àsia. Lucul·le portava una legió des d'Itàlia i en va trobar quatre més a Àsia que eren les antigues forces de Fímbria. Va restaurar la disciplina d'aquests tropes i al final va poder reunir trenta mil infants i 2500 cavallers. Just a temps, ja que aviat va rebre notícies que Mitridates havia envaït Bitínia amb 150.000 homes, havia derrotat a Cota per terra i mar i l'havia bloquejat a Calcedònia. Lucul·le es va dirigir a Galàcia, però quan va passar a Frígia es va veure aturat a Otryae per un destacament de Mitridates dirigit pel romà exiliat Vari. L'aparició d'un meteor va impedir l'enfrontament.
Mentre, Mitridates va abandonar el setge de Calcedònia i es va dirigir contra Cízic i Lucul·le es va dirigir a aquesta zona, però sense preses, esperant les dificultats del rei per mantenir un exèrcit tan gran. Va establir el campament a certa distància, des d'on podia vigilar, interceptar les comunicacions i impedir els subministraments; quan l'hivern va impedir a Mitridates rebre subministraments per mar, la gana va afectar els seus homes i va haver d'aixecar el setge. Un destacament de quinze mil homes d'avantguarda va ser atacat per Lucul·le i aniquilat a Rhyndacus. Quan el gros de les forces del rei van començar la retirada, Lucul·le va atacar la rereguarda al pas de l'Esop i el Grànic, i va causar nombrosos baixes a l'enemic. L'exèrcit de Mitridates va quedar seriosament damnat però el rei va conservar el domini de la mar, i va donar el comandament de la flota al romà Vari amb orde de mantenir el domini de la mar Egea mentre ell va tornar a Bitínia. Lucul·le va enviar els seus lloctinents Voconi i Triari mentre ell mateix s'ocupava de formar una flota a l'Hel·lespont amb aportacions de totes les ciutats gregues d'Àsia. El primer combat va tenir lloc a Ilium, i Lucul·le va derrotar a la flota pòntica, i el segon va ser a Lemnos onel que la flota del rei va ser gairebé aniquilada i el mateix Vari fet presoner junt amb el seu estat major.
Llavors Lucul·le es va poder dirigir a Nicomèdia on era Mitridates. Cota i Triari ja es preparaven a assetjar a Mitridates i aquest, quan va conèixer la derrota de la flota, va fugir de la ciutat i es va escapar per mar cap al Pont. Lucul·le es va reunir amb Cotta i Triari a Nicomèdia i va enviar al primer a forçar l'aixecament del setge d'Heraclea, i Triari amb la flota va ser enviat al Bòsfor, per impedir la tornada dels esquadrons enemics.
Lucul·le va passar a Galàcia saquejant el país i va entrar sense cap oposició seria fins a Temiscira, però per evitar que el rei iniciés una guerra de guerrilles a les muntanyes, no el va perseguir cap a Cabeira (on ara era Mitridates) i es va aturar per assetjar Amisos i Eupatòria, esperant que al privar al rei de la seva rereguarda l'obligaria a sotmetre's. Però el rei va enviar reforços a les dues ciutats i va restar tranquil a Cabeira on disposava d'una força de quaranta mil infants i quatre mil cavallers.

### Campanya del 72 aC
Cal·límac va fer una gran defensa d'Amisos tot i l'energia de Lucul·le i finalment al bo de l'hivern es va relaxar. A la primavera del 72 aC Lucul·le va deixar a Murena amb dos legions per mantenir el setge i va marxar contra Mitridates a Cabeira, però la superioritat del pòntic en cavalleria impedia un enfrontament directe i només es van produir combats parcials, en els que els romans van portar la pitjor part, i finalment per la manca de provisions Lucul·le es va haver de retirar cap a Capadòcia.
Justament llavors uns destacaments de tropes reials dirigits per Menemac i Miró van ser aniquilats per un dels lloctinents de Lucul·le, i Mitridates va decidir traslladar-se a més distància de l'enemic. Però en donar les ordres de retirada el pànic es va apoderar de les tropes que es van desbandar i el mateix rei va estar a punt de morir en la confusió. Va ser perseguit per la cavalleria romana cap a Comana, des d'on va fugir a Armènia acompanyat només per un petit cos de cavallers; Tigranes II d'Armènia el va acollir. Lucul·le el va perseguir fins a Talaura, però considerant la retirada d'Armènia dificultosa, es va aturar a aquesta ciutat i va enviar a Api Claudi Pulcre com ambaixador al rei Tigranes, demanant l'entrega de Mitridates.
Mentrestant va rebre la submissió de la Petita Armènia que havia estat sotmesa a Mitridates, i tributs dels colquis i tibarens. Llavors va retornar i va sotmetre completament el Pont. Amisos i Eupatòria que encara resistien, es van rendir, però Amisos va ser incendiada per Cal·límac abans de fugir, i encara que els soldats romans podien haver apagat les flames, es van aturar en el saqueig i van deixar la ciutat assolada i finalment es va cremar en gran part. Lucul·le va intentar restablir la ciutat concedint-li la llibertat i invitant nous poblador amb privilegis especials. Heraclea no va caure en poder dels romans fins a l'any 71 aC i Sinope va seguir una mica després amb el que es va completar la conquesta del regne. Al mateix temps, Macares, fill de Mitridates que el seu pare havia nomenat rei del Bòsfor, va enviar ambaixadors per fer submissió al general romà i fins i tot va enviar un cos que va participar en la conquesta de Sinope. Api Claudi no va obtenir una resposta positiva de Tigranes i es va sospitar que els dos reis preparaven una nova guerra units.
Lucul·le va dedicar atenció als afers civils de l'Àsia, fixant un tipus d'interès moderat, limitant les exaccions dels recaptadors romans, i restringint els abusos dels publicans. Amb aquestes mesures es va guanyar el favor popular i li van oferir jocs en el seu honor i diverses mostres de respecte i adhesió. Aquestes reformes es van mantenir quan Lucul·le va deixar el territori, prova de què eren encertades. En canvi es va guanyar l'enemistat dels cavallers romans, molts dels quals eren publicans, que van presentar una queixa a Roma.

### Campanya del 69 aC
Lucul·le va decidir avançar-se als designis de Mitridates i Tigranes amb la invasió d'Armènia (primavera del 69 aC), que va efectuar amb 12.000 infants i 3.000 cavallers. A deixar en el govern del Pont al seu lloctinent Sornaci i va rebre assistència de Ariobarzanes II de Capadòcia per passar l'Eufrates, entrant després a la Sofene i creuant el Tigris per avançar cap a Tigranocerta. El rei armeni va enviar a Mitrobarzanes per aturar a Lucul·le però l'armeni va ser derrotat i les seves forces aniquilades. Tigranes va fugir de Tigranocerta i en va encarregar la defensa al seu oficial Mankaios (pels romans Manceu, llatí: Mancaeus) retirant-se a l'interior del país a esperar les tropes que estava reunint. Lucul·le va assetjar Tigranocerta amb l'esperança de què el rei armeni intentés atacar als assetjadors i lliurar un combat decisiu. Tigranes quan va reunir les tropes va enviar un contingent que va poder reforçar la ciutat i treure'n a les seves dones i concubines, i animat per aquest èxit es va presentar a la zona amb 150000 infants, 55000 cavallers i 20000 arquers i foners. El dia 6 d'octubre s'anunciava com un dia desgraciat pels àugurs romans però Lucul·le va dir: «jo el faré un dia afortunat».
El combat decisiu tingué lloc efectivament el 6 d'octubre del 69 aC a la riba del Tigris, probablement una mica més amunt del lloc de confluència del Centrites (Bohtan). Tigranes manava el centre, la dreta era del rei de Atropatene (gendre de Tigranes) i l'esquerra del de Adiabene. Lucul·le, amb una brillant estratègia, va obtenir una victòria completa i Tigranes i els seus es van retirar i en la fugida el rei va perdre fins i tot la seva diadema reial. Síria i la regió al sud del Tigris ja es podia donar per perduda pels armenis. Els mercenaris grecs i cilicis de Tigranocerta van desertar i Lucul·le va fer la seva entrada i va permetre el retorn a casa seva de tots aquells que ho volien, especialment els grecs. Els dinastes locals van haver d'acceptar el protectorat romà, entre ells el rei de Commagena, Antíoc I. Lucul·le va investir al selèucida Antíoc XIII Asiàtic que aprofitant els fets havia recuperat el regne de mans dels armenis i havia estat proclamat a Antioquia (ja havia estat reconegut abans pel senat romà com a legítim rei). Els romans van passar l'hivern a la Corduena. Nisibe encara resistia sota la direcció de l'enginyer grec Calímac o Cal·límac l'antic eficaç defensor d'Amisos.

### Campanya del 68 aC
Tigranes va recórrer Armènia i va reunir un nou exercit per passar a l'atac al bon temps de l'any següent, és a dir a la primavera del 68 aC. Oficials grecs van instruir a tota presa a quaranta mil soldats i trenta mil cavallers, armenis, ibers i gent de Mèdia, entre d'altres. Aprofitant els saquejos dels temples i santuaris que feien els romans, es va poder donar a la lluita un caire de defensa de la nació i de la religió.
A la primavera del 68 aC Lucul·le va decidir atacar Artàxata, al cor d'Armènia i va sortir de Migdònia cap a aquella capital una mica tard, ja a l'estiu i va tenir problemes de subministraments sobre el terreny degut al clima. Tigranes, acompanyat de Mitridates VI Eupator, l'ex rei del Pont, van refusar la batalla frontal, i amb la cavalleria intentaven evitar el proveïment dels romans. Per forçar el combat Lucul·le va pujar l'Arsànies (Murad Su) cap a Artàxata. Prop d'un riu a la vora de Malazgird els armenis van presentar batalla i van emprar la que després va ser anomenada tàctica dels parts, consistent en recular ràpidament per de seguit girar-se i cosir de fletxes als perseguidors. Tigranes i el seu gendre el rei d'Atropatene, presentaven batalla frontal i Mitridates atacava als romans per la rereguarda. Lucul·le va contenir a Tigranes i va fer fugir als atropatens, i Mitridates també va ser rebutjat. Finalment Lucul·le va poder conservar el camp i els armenis van perdre cinc mil homes, però després de la batalla els romans van quedar molt afeblits.
L'estiu s'estava acabant i en avançar cap al nord el fred es va fer sentir. L'avanç no portava enlloc (Artàxata era encara lluny) i aviat les aigües eren glaçades i el menja mancava. La gent del país era hostil i les forces armènies i els seus aliats els atacaven en punts estratègics. Les legions amenaçaven d'amotinar-se i Lucul·le va haver d'ordenar la retirada. A la tardor es va presentar davant Nisibe, que finalment va ser conquerida. Els armenis van avançar cap a la regió del Tigris i van ocupar els districtes al nord i quasi van obligar a rendir-se a la legió dirigida per Fanni que només es va salvar per l'arribada del mateix Lucul·le.
A finals del 68 aC Mitridates, amb vuit mil soldats, la meitat armenis, entrava al Pont i el reconqueria fàcilment en uns mesos de combat (primavera del 67 aC) contra els lloctinents de Lucul·le, Luci Valeri Triari i Fabi. A començaments del 67 aC el rei d'Atropatene, va ser enviat contra Capadòcia on va combatre a les guarnicions romanes que van ser aniquilades i a l'estiu ja dominava una bona part del país. Així, davant la situació i les critiques a Roma on els cavallers pressionaven fort contra Lucul·le i ara tenien el suport parcial dels optimats, va haver d'abandonar Armènia i avançar cap al Pont per restablir la situació. Quan va arribar al Pont, Mitridates es va retirar cap a l'Armènia Menor i quan el va voler perseguir l'exèrcit es va amotinar. Per calmar la revolta va haver d'estar inactiu tot l'estiu deixant el camí lliure a Mitridates i Tigranes.
Llavors van arribar a Àsia els llegats del senat romà amb ordres de fixar la situació política a la zona, en la qual Pont havia d'esdevenir província romana i es van trobar que els romans ja no dominaven el Pont. Entre els llegats hi havia el germà del general, Marc Licini Lucul·le. Les notícies van arribar a Roma i els adversaris del general van aprofitar per desacreditar-lo. Un decret del senat va transferir el govern de Bitínia i la direcció de la guerra al cònsol de l'any, Mani Acili Glabrió, però aquest home no tenia prou capacitat per la tasca encomanada, i quan va arribar a la província, i es va assabentar de com estaven les coses, no va fer cap pas per canviar la situació i assumir el comandament, però al mateix temps debilitant la posició de Lucul·le en enviar un comunicat a les tropes d'aquest anunciant que el seu comandant havia estat substituït i deslliurant-los de la seva obediència. Així Mitridates dominava sense problemes el Pont i Capadòcia

## La lluita dels optimats
La humiliació final de Lucul·le va arribar la primavera del 66 aC quan va ser cridat a Roma i es va nomenar nou comandant per dirigir la guerra al seu vell enemic personal Gneu Pompeu Magne, en virtut de la llei Manília (que substituïa en el comandament tant a Glabrió com a Lucul·le i nomenava a Pompeu). Pompeu i Lucul·le es van entrevistar i encara que el començament es van mostrar amistosos, van acabar enfrontats.
Lucul·le va anar a Roma per reclamar els honors del triomf, però els seus enemics al senat s'hi van oposar. El tribú Gai Memmi Gemel li va imputar diversos càrrecs de mala administració. Van passar tres anys fins que finalment la correlació de forces al senat li va permetre rebre els honors del triomf i fer la corresponent celebració a començaments del 63 aC. Lucul·le va rebre contínuament el suport de Cató, la germanastra del qual, Servília, era la seva dona. També va rebre cada vegada més el suport del partit dels optimats, alarmats davant el creixent poder de Pompeu. Però Lucul·le, en lloc d'erigir-se en cap aristocràtic, es va retirar progressivament de la vida pública per dedicar-se a una vida de luxe i plaers.
El 62 aC va prendre part junt amb Metel Crètic, Cató i d'altres, a l'oposició a la ratificació dels actes de Pompeu i van aconseguir el retardament de la mesura durant dos anys, el que va forçar a Pompeu a una aliança amb la facció oposada (el conegut com a Primer Triumvirat). El 61 aC va fer de testimoni contra Publi Clodi en el seu judici, el que li va provocar l'enemistat de Cras i Juli Cèsar (els membres del triumvirat junt amb Pompeu).

## Decadència i obra
Després del 60 aC Lucul·le va participar molt poc en política. El 59 aC era un dels dirigents aristocràtics acusats per Luci Veti d'un imaginari complot contra la vida de Pompeu. Al mateix any va ser jutge en el judici de Luci Valeri Flac. Va morir abans del 56 aC, any en què Ciceró ja diu que era difunt. El seu germà Marc el va fer enterrar a la seva vil·la de Tusculum tot i que el poble demanava que fos enterrat al Camp de Mart com Sul·la.
Els tresors que havia acumulat durant els seus anys a Àsia li van permetre una vida de luxe als darrers anys. Els seus jardins a la seva vil·la de Roma eren famosos encara sota els emperadors. Les seves vil·les a Nàpols i Tusculum eren les més luxoses del món romà. Amant de la bona taula va ser l'introductor de les cireres a Itàlia que li portava Cerasus del Pont i del que van agafar el nom. Tenia una gran biblioteca que va obrir al públic. Va ser patró del poeta Àrquies i de l'escultor Arcesilau.
Es va casar dues vegades: la primera amb Clòdia Pulcra, la filla menor d'Api Claudi Pulcre, de la qual es va divorciar el 66 aC per causa de les seves activitats llicencioses; la segona amb Servília, la filla menor de Quint Servili Cepió, el germanastre de Cató d'Útica. Amb la segona va tenir un fill el nom del qual era probablement Luci Licini Lucul·le.